# Margarete Buber-Neumann
Margarete Buber-Neumann (Potsdam, 21 d'octubre de 1901 - Frankfurt del Main, 6 de novembre de 1989) va ser una destacada membre del Partit Comunista durant els anys de la República de Weimar. Va sobreviure a presó, tant a la Unió Soviètica com en l'Alemanya nazi.

## Biografia
Buber-Neumann va néixer amb el nom de Margarete Thuring a Potsdam i durant la joventut va ser activista en organitzacions juvenils socialistes. Després de la Primera Guerra Mundial es va tornar més radical i es va unir al Partit Comunista Alemany (KPD) que s'havia acabat de fundar. El 1922 es va casar amb Rafael Buber, jueu i fill del filòsof Martin Buber. Van tenir dues filles. Després de divorciar-se el 1929, es va tornar a casar amb el dirigent comunista alemany Heinz Neumann. Quan els nazis van arribar al poder el 1933, Neumann es va exiliar a la Unió Soviètica. Durant la dècada de 1930 tots dos van treballar per a la Internacional Comunista, primer a França i després a Espanya, durant la Guerra Civil espanyola.
El 1937 Heinz Neumann va ser arrestat a Moscou com a part de la Gran Purga de Ióssif Stalin i més tard executat. Margarete mai no es va assabentar de la seva destinació exacta. Va ser arrestada i enviada a un camp de treball a Sibèria com a "esposa d'un enemic del poble". Després del pacte nazi-soviètic d'agost de 1939, els soviètics la van lliurar a la Gestapo el 1940.
Buber-Neumann va ser capturada i enviada al camp de concentració de Ravensbrück. Com que havia renunciat al comunisme com a resultat de les seves experiències a la Unió Soviètica, va ser tractada com a presonera relativament privilegiada, cosa que li va permetre sobreviure cinc anys al camp. Va treballar a la Siemens en una planta adjunta al camp, i més tard al camp, per al secretari oficial de les SS-Oberaufseherin Langefeld Johanna. No obstant això, juntament amb tots els altres presos, va haver de suportar el fam, el fred, les malalties, les bestioles, els càstigs corporals i els períodes de confinament solitari en la foscor total; patiment que hauria sofert ja mentre es trobava confinada a Sibèria. Va ser alliberada a l'abril de 1945.
Després de la Segona Guerra Mundial Buber-Neumann va passar alguns anys a Suècia, però tornar a Alemanya a la dècada de 1950. El 1948 va publicar Als Gefangene bei Stalin und Hitler (Sota dos dictadors: presonera de Stalin i Hitler), un relat dels seus anys en els camps nazis i soviètics, que va despertar l'hostilitat dels alemanys i els comunistes soviètics. El 1949, a París, va declarar el seu suport a Victor Kravchenko demandant una revista relacionada amb el Partit Comunista Francès per difamació després de ser acusat d'inventar-se la seva versió sobre els camps de treball soviètics. Buber-Neumann corroborava el que havia explicat per a Kravchenko amb gran detall, de manera que la victòria va contribuir a resoltre el cas.
El 1957, Buber-Neumann va publicar Von Potsdam nach Moskau: Stationen eines Irrweges (De Potsdam a Moscou: Estacions d'un camí equivocat). El 1963 va publicar una biografia de la seva amiga en Ravensbrück, Milena Jesenská (Milena, Kafkas Freundin). El 1976 va publicar Die erloschene Flamme: Schicksale meiner Zeit (La flama extinta: les destinacions del meu temps), en el qual al·legava que el nazisme i el comunisme eren a la pràctica el mateix. Per llavors s'havia convertit en una política conservadora, i s'havia unit, el 1975, a la Unió Demòcrata Cristiana (CDU).
El 1980, Buber-Neumann va ser guardonada amb la Gran Creu del Mèrit de la República Federal d'Alemanya. Va morir a Frankfurt del Main el 1989. Les filles del seu matrimoni amb Rafael Buber es van establir a Israel després de la guerra.